# Église de l'Annonciation de Lyon
L’église de l'Annonciation est une église orthodoxe grecque située à Lyon rue d’Athènes dans le VIIe arrondissement. Elle dépend du patriarcat de Constantinople et de la métropole orthodoxe grecque de France. Elle est dédiée à l'Annonciation.

## Histoire et description
La communauté hellénique de Lyon est fondée en 1929 par des paroissiens grecs de Grèce et d’Asie Mineure, exilés en France après le conflit gréco-turc de 1919-1922. La décision de faire bâtir une église date de 1947. Un terrain est loué puis acquis par la communauté hellénique. L’église est terminée en 1949 selon les plans de l'architecte Louis Thomas. La façade présente un portique, et une coupole octogonale surplombe la croisée. Les icônes datent de 1988-2005 dans la tradition byzantine. On remarque deux icônes modernes de Saint Pothin et Saint Irénée, martyrs de Lyon.